# Lorena Escudero
Lorena Escudero est une femme politique colombienne, ministre de la Défense en 2007.